# Lonquén
Lonquén (mapudungún: «en lo bajo») es una localidad chilena ubicada en la comuna de Talagante, Región Metropolitana de Santiago.

## Historia
En el período precolombino, el área en donde hoy se asienta Lonquén fue ocupada por las culturas El Bato y Llolleo. Posteriormente este lugar sería el límite de las áreas de influencia de las culturas aymara y mapuche.
A la llegada de los españoles, se crearon dos haciendas en el lugar; una llamada «Lonquén», que dio nombre a la localidad, y otra llamada «(De la) C», debido a la forma semicircular de los cerros. Las dos haciendas fueron rematadas en 1782 a Francisco Ruiz-Tagle Portales, quien creó un mayorazgo; sin embargo, la división de las tierras se efectuó en 1860, cuando fue heredado por su hijo César, quien dividió el fundó en tres: «Sorrento», «Santa Teresa» y «El Recreo», en donde se realizaba el sistema de inquilinaje.
El terremoto de Illapel de 1971 dejó muchas pérdidas en el pueblo, por lo que varias personas decidieron abandonarlo. En 1978 se fundó la Plaza de Armas de la localidad.

### Caso de los Hornos de Lonquén
El 7 de octubre de 1973, 15 hombres fueron arrestados en Isla de Maipo. Se mantuvieron desaparecidos hasta el 30 de noviembre de 1978, cuando sus cadáveres fueron hallados en unos hornos ubicados en Lonquén.
En febrero de 2010 el laboratorio Health Science Center de la Universidad de Texas entregó los análisis de reconocimiento de las víctimas hechos durante casi cuatro años, identificando 13 de los 15 cuerpos. Ellos fueron Enrique Astudillo Álvarez, Omar Astudillo Rojas, Ramón Astudillo Rojas, Miguel Ángel Brant Bustamante, Nelson Hernández Flores, Carlos Hernández Flores, José Herrera Villegas, Iván Ordóñez Lama, Sergio Maureira Lillo, Sergio Maureira Muñoz, José Maureira Muñoz, Segundo Maureira Muñoz y Rodolfo Maureira Muñoz.